# Arnoglossus grohmanni
Arnoglossus grohmanni är en fiskart som först beskrevs av Bonaparte, 1837.  Arnoglossus grohmanni ingår i släktet Arnoglossus och familjen tungevarsfiskar. Inga underarter finns listade i Catalogue of Life.